# Catherine Chalier
 Catherine Chalier (née le 2 octobre 1947) est une philosophe et traductrice française, auteur de plusieurs ouvrages sur les liens entre la pensée hébraïque et la philosophie. Elle est spécialiste de l'œuvre d'Emmanuel Levinas, dont elle a édité avec Rodolphe Calin deux volumes de l'édition critique à l'IMEC, mais aussi de Franz Rosenzweig et Baruch Spinoza.

## Biographie
Elle est professeur émérite de philosophie à l'université Paris Ouest Nanterre La Défense.
En classe de terminale, elle a été l'élève d'Élisabeth de Fontenay. Elle soutient sa thèse de doctorat en 1981 sous la direction de Francis Kaplan, dans le domaine de la philosophie religieuse : Essai sur l'existence religieuse : judaïsme et altérité.
Parmi ses étudiants, elle a été la directrice de la thèse de doctorat de Christophe Schaeffer.
Catherine Chalier, catholique, s'est convertie au judaïsme.

## Publications

### Livres
- (sous la dir. de Francis Kaplan), Essai sur l'existence religieuse : judaïsme et altérité, [Tours], 1981, 542 f.[6]

Thèse de doctorat : Philosophie : Tours : 1981
- Judaïsme et altérité, Lagrasse, Verdier, coll. « Les Dix paroles », 1982, 298 p.  (ISBN 2-86432-018-5)
- Figures du féminin : lecture d'Emmanuel Levinas, La Nuit surveillée, coll. « Questions », 1982 (OCLC 9969744) ; nouvelle édition, augmentée de l'essai inédit L'Extase du temps, Éditions des femmes, 2007, 171 p.  (ISBN 978-2-7210-0544-1)
- Les matriarches : Sarah, Rebecca, Rachel et Léa, Le Cerf, mars 1985  (ISBN 2-204-02344-2) ; 3e édition revue et augmentée, préfacée par Emmanuel Levinas, 1991, 224 p.  (ISBN 2-204-02344-2)
- La persévérance du mal, Le Cerf, coll. « La Nuit surveillée », octobre 1987, 226 p.  (ISBN 2-204-02748-0)
- L'Alliance avec la nature, Le Cerf, coll. « La Nuit surveillée », septembre 1989, 212 p.  (ISBN 2-204-03173-9)
- L'Histoire promise, Le Cerf, avril 1992, 330 p.  (ISBN 2-204-04418-0)
- Lévinas : l'utopie de l'humain, Albin Michel, coll. « Présences du judaïsme », 1993, 168 p.  (ISBN 2-226-06351-X)
- Pensées de l'éternité : Spinoza, Rosenzweig, Le Cerf, coll. « La Nuit surveillée », mars 1993,  (ISBN 2-204-04762-7)
- Sagesse des sens : le regard et l'écoute dans la tradition hébraïque, Albin Michel, coll. « L'Être et le corps », 1994  (ISBN 2-226-07607-7)
- L'Inspiration du philosophe : « L'amour de la sagesse » et sa source prophétique, Albin Michel, coll. « La Pensée et le sacré », août 1996, 211 p.  (ISBN 2-226-08732-X)[7]
- Pour une morale au-delà du savoir : Kant et Levinas, Albin Michel, coll. « Bibliothèque Albin Michel des idées », février 1998, 225 p.  (ISBN 2-226-09987-5)
- Avec Marc Faessler, Judaïsme et christianisme : l'écoute en partage, Le Cerf, coll. « Patrimoines. Judaïsme », septembre  2001, 504 p.  (ISBN 2-204-06740-7)
- La Trace de l'infini : Emmanuel Levinas et la source hébraïque, Le Cerf, coll. « Philosophie et théologie », mai 2002, 267 p.  (ISBN 2-204-06922-1)
- La Fraternité : un espoir en clair-obscur, Buchet Chastel, coll. « Au fait », 2003, 156 p.  (ISBN 2-283-01960-5)
- Traité des larmes : fragilité de Dieu, fragilité de l'âme, Albin Michel, 2003, 219 p.  (ISBN 2-226-13683-5) ; rééd. en poche, coll. « Spiritualité vivante », 2007, 219 p. (OCLC 470579848)
- Avec des photographies de Didier Ben Loulou, Sincérité du visage, Éditions Filigranes, juin 2004, 86 p.  (ISBN 978-2-226-17860-2)
- La Patience : passion de la durée consentie, Éditions Autrement, coll. « Morales », septembre 2004, 219 p.  (ISBN 2-7467-0555-9)
- De l'intranquillité de l'âme, Payot et Rivages, coll. « Manuels Payot », 1998, 138 p.,  (ISBN 2-228-89200-9) ; rééd. en poche, coll. « Petite bibliothèque », 2005, 134 p.  (ISBN 2-7436-1390-4)
- Les Lettres de la Création : l'alphabet hébraïque, Arfuyen, coll. « Les carnets spirituels », septembre 2006, 155 p.  (ISBN 978-2-84590-093-6)
- Spinoza lecteur de Maïmonide : la question théologico-politique, Le Cerf, coll. « Philosophie et théologie », mars  2006, 326 p.  (ISBN 978-2-204-08015-6)
- Des Anges et des hommes, Albin Michel, janvier 2007, 279 p.  (ISBN 978-2-226-17298-3)
- Transmettre de génération en génération : essai, Buchet Chastel, 7 mai 2008, 272 p.  (ISBN 978-2-283-02282-5)
- La Nuit, le Jour : au diapason de la création, Le Seuil, 2009, 249 p.  (ISBN 978-2-02-098447-8), prix des écrivains croyants, 2010
- Le Désir de conversion, Le Seuil, 2011, 283 p.  (ISBN 978-2-02-095907-0)
- Kalonymus Shapiro : rabbin au ghetto de Varsovie, 1889-1943, Éditions Arfuyen, coll. « Les carnets spirituels », 6 octobre 2011  (ISBN 978-2-84590-164-3)

présentation et traduction de l'hébreu de textes extraits de Le Chemin du Roi et Le Feu saint
- Présence de l'espoir, Le Seuil, coll. « Les dieux, les hommes », 2013, 195 p.  (ISBN 978-2-02-104805-6)
- Lire la Torah, Le Seuil, coll. « Les dieux, les hommes », 2014, 190 p.  (ISBN 978-2-02-109932-4)
- La gravité de l'amour : Philosophie et spiritualité juives, coll. « Chaire Étienne Gilson », PUF, 2016
- L’Appel des images, Actes Sud, coll. « Le Souffle de l’esprit », 2017, 112 p.  (ISBN 978-2-330-08692-3)
- Mémoire et pardon, François Bourin, janvier 2018, 250 p.  (ISBN 979-10-252-0371-2)
- Le Rabbi de Kotzk (1787-1859) : Un hassidisme tragique, Arfuyen, coll. « Les Carnets spirituels » no 99, 2018, février 136 p.,  (ISBN 9782845902633)
- Pureté, impureté. Une mise à l'épreuve, Bayard Culture, 16 janvier 2019, 320 p.  (ISBN 978-2-227-49472-5)
- Rabbi Chmuel Bornstein (1856-1926) L'espoir hassidique, Arfuyen, coll. « Les carnets spirituels » no 104, 07 février 2019, 120 p.  (ISBN 978-2-845-90280-0)
- Découvrir la gratitude au risque de l’asymétrie, Bayard, 2020,  (ISBN 978-2-2274-9793-1)
- R. Mordechai Joseph Lerner (1801-1854), La liberté hassidique, Arfuyen, 2020,  (ISBN 978-2-845-90299-2)
- Comme une clarté furtive. Naître, mourir, Bayard, 2021, 342p.  (ISBN 978-2-227-50020-4)
- R. Tsaddoq haCohen de Lublin (1823-1900), La clarté hassidique, Arfuyen, 2022, 188p.  (ISBN 978-2-845-90329-6)
- Il nous créa à son image. Un commentaire de la Genèse, Bayard, 2023, 524p.  (ISBN 978-2-227-50061-7)

### Traductions (de l'hébreu)
- Amos Funkenstein, Maïmonide : nature, histoire et messianisme, Le Cerf, coll. « La Nuit surveillée », février 1988, 124 p.  (ISBN 2-204-02829-0)
- Yoram Jacobson, La pensée hassidique, Le Cerf, coll. « La Nuit surveillée », mai 1989, 184 p.  (ISBN 2-204-03062-7)
- Josef Ben Chlomo, Introduction à la pensée du Rav Kook, Le Cerf, coll. « Patrimoines. Judaïsme », 1992, 177 p.  (ISBN 2-204-04564-0)
- Moshé Idel, Messianisme et mystique, Le Cerf, coll. « Patrimoines. Judaïsme », 1994, 118 p.  (ISBN 2-204-04807-0)
- Rabbi Yehouda Arié Lieb Alter, le rabbi de Gur, La langue de la vérité / suivis de Penser avec les versets, Albin Michel, 2004, 202 p.  (ISBN 2-226-15427-2)
- Le Maggid de Mezeritch : aux sources du hassidisme [précédé d'une longue présentation], Arfuyen, coll. « Les carnets spirituels », 2014, 176 p.  (ISBN 978-2-845-90207-7)
- Rabbi Nahman de Bratzlav (1772-1810), La nostalgie hassidique [précédé d'une longue présentation], Arfuyen, coll. « Les carnets spirituels », 2024, 178 p.  (ISBN 978-2-845-90378-4)